# ایوانوویتسه نا هانه
ایوانوویتسه نا هانه (به چکی: Ivanovice na Hané) یک منطقهٔ مسکونی و شهرستان دارای شهرک سابقاً روستا در جمهوری چک است که در ناحیه ویشکوو واقع شده‌است. ایوانوویتسه نا هانه ۲٬۹۰۵ نفر جمعیت دارد.